# Andy Canzanello
Andrew Vincent Canzanello (* 1. Dezember 1981 in Rochester, Minnesota) ist ein ehemaliger US-amerikanischer Eishockeyspieler, der von 2007 bis 2015 bei den Straubing Tigers unter Vertrag stand. Sein Bruder Nick war ebenfalls professioneller Eishockeyspieler.

## Karriere

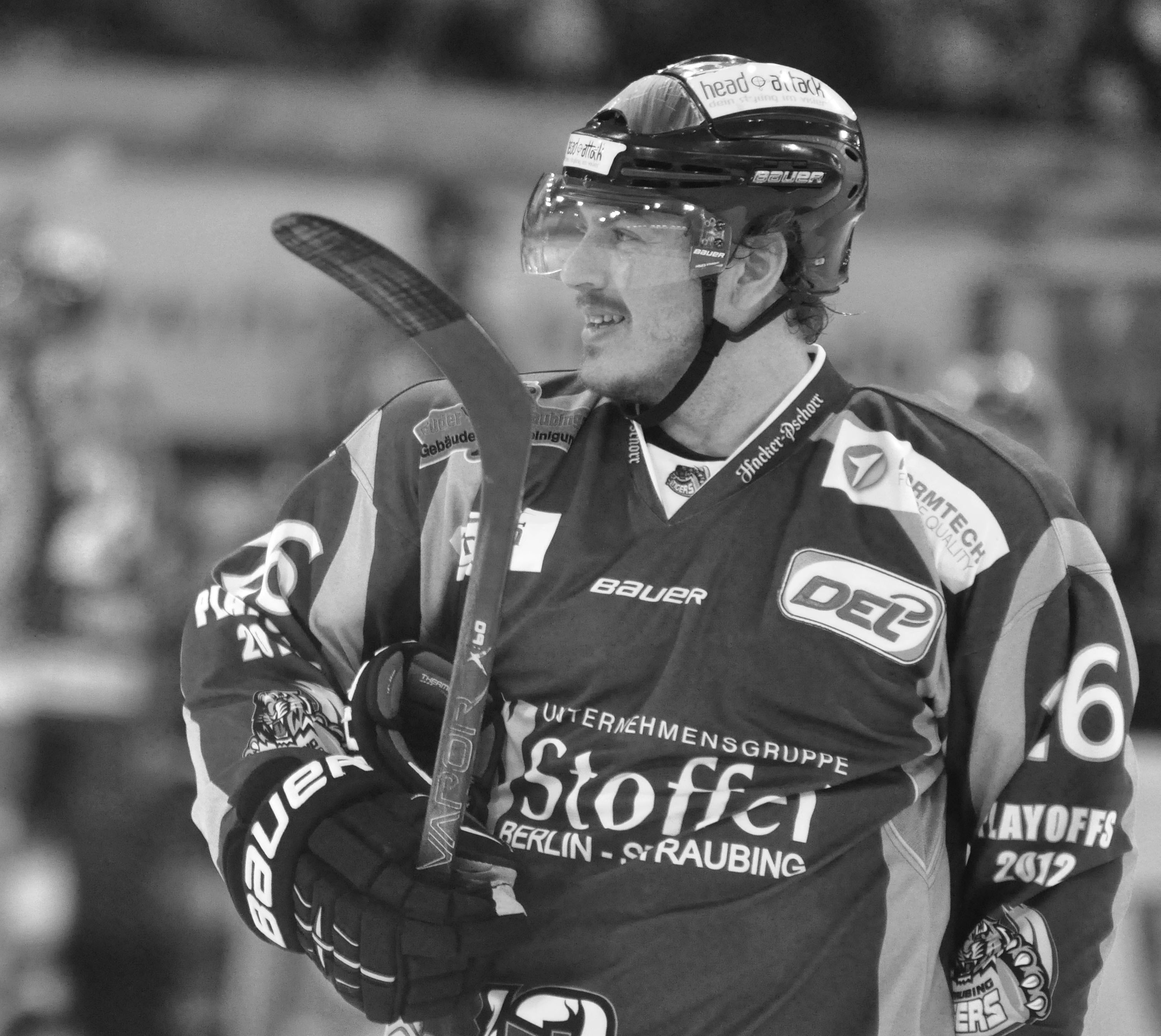
Canzanello im Trikot der Straubing Tigers (2012).

Der in Minnesota aufgewachsene Canzanello war als 18-Jähriger für die Green Bay Gamblers in der United States Hockey League aktiv. Von 2000 bis 2004 stand er im Spielbetrieb der National Collegiate Athletic Association in der Mannschaft des Colorado College auf dem Eis. Dort schaffte er es als Abwehrspieler unter die fünf besten Scorer seines Teams.
Nach den Jahren am College spielte der Linksschütze in der Saison 2004/05 in der ECHL für die San Diego Gulls und in der American Hockey League für die Cincinnati Mighty Ducks, zwei Farmteams der Mighty Ducks of Anaheim aus der National Hockey League. Zur Spielzeit 2005/06 wechselte Canzanello zu den Syracuse Crunch, für die er zwei Jahre lang auf dem Eis stand. 2006 wurde der US-Amerikaner vom NHL-Team Columbus Blue Jackets zu einem Trainingscamp eingeladen, woraufhin auch der deutsche DEL-Klub Straubing Tigers auf den Verteidiger aufmerksam wurde. Zur Saison 2007/08 wurde der Verteidiger von Straubing unter Vertrag genommen. Dort konnte er sich neben einer beständigen Abwehrleistung auch als Stürmer auszeichnen, da er bereits von Trainer Erich Kühnhackl und später auch von dessen Nachfolger Bob Manno mehrfach als Offensivkraft aufgestellt wurde. Canzanello spielte von 2007 bis 2015 insgesamt acht Spielzeiten in Straubing und war damit der dienstälteste Tiger. Er absolvierte insgesamt 391 Spiele für die Bayern, erreichte 160 Scorerpunkte und war mit dem Einzug in das Play-off-Halbfinale 2012 am bis dahin größten Vereinserfolg beteiligt.
Anschließend absolvierte er eine Saison beim HC Valpellice und weitere vier weitere Spielzeiten auf Amateurebene bei Vail Yeti.

## Erfolge und Auszeichnungen
- 2000 Clark-Cup-Gewinn mit den Green Bay Gamblers
- 2005 Teilnahme am ECHL All-Star Game
- 2016 Coppa-Italia-Gewinn mit dem HC Valpellice

## Karrierestatistik
(Legende zur Spielerstatistik: Sp oder GP = absolvierte Spiele; T oder G = erzielte Tore; V oder A = erzielte Assists; Pkt oder Pts = erzielte Scorerpunkte; SM oder PIM = erhaltene Strafminuten; +/− = Plus/Minus-Bilanz; PP = erzielte Überzahltore; SH = erzielte Unterzahltore; GW = erzielte Siegtore; 1 Play-downs/Relegation; Kursiv: Statistik nicht vollständig)